# Mary Vincent (artista)
Mary McGriff (Las Vegas, Nevada, 1963) és una artista i promotora defensora de víctimes Es va donar a conèixer al públic després de sobreviure a un violent atac quan tenia 15 anys en què se li van tallar els avantbraços amb una destral mentre feia autoestop la nit del 29 de setembre de 1978.
Tenia sis germans. El seu pare va ser mecànic, i la seva mare, que treballava als casinos de la ciutat, criaven els seus fills d'una manera estricta. Mary no se sentia estimada i temia el seu pare. Quan va arribar a la preadolescència, va començar a rebel·lar-se i van començar els enfrontaments. A ella li agradava la dansa i somiava ballar professionalment, però en tota la resta no era precisament algú brillant. Faltava al col·legi i no hi havia manera que se sotmetés als mandats paterns.

### Violent atac
Després de arribar a Califòrnia i viure amb el seu avi per un període, Mary va contreure nostàlgia i va decidir tornar a Las Vegas fent autoestop. Mentre feia autoestop a un costat del carrer, Mary es va cansar i va començar a obligar els conductors a parar per a que la portessin, de cop i volta, Lawrence Singleton la va deixar entrar al seu cotxe. Mentre Lawernce conduïa, Mary es va donar compte que li estava portant a un camí diferent al que li havia demanat.
Mary va intentar escapar però un cop de maça de Lawrence la va deixar inconscient i mentre ella va recuperar consciencia, Lawrence la va violar brutalment i després d'això, la va tallar els avantbraços amb un destral.
Per si no fos poc, Lawrence la va llençar per un penya-segat, deixant-la a la seva sort esperant que mori.
Mary va aconseguir sobreviure a la caiguda i tornar a pujar pel penya-segat després de haver perdut les mans, va submergir les soques dels avantbraços en el fang i sostenir-les per frenar l'hemorràgia. A continuació, durant gairebé cinc quilòmetres, va poder cridar l'atenció d'una parella que la va ajudar a rebre atenció mèdica.

### Conseqüències i recuperació
A l'hospital, Mary va treballar immediatament amb la policia per ajudar a identificar i trobar el seu atacant, després de una nit llarga de feina, va crear un retrat robot per als investigadors. Mary va guanyar un judici civil contra el seu atacant i va rebre 2,56 milions de dòlars, però no va rebre el pagament a causa de l'atur i la incapacitat de pagar del seu atacant. Damunt de tot això, segons Mary, quan va passar per Lawrence a la sala del tribunal, ell li va dir que va prometre "acabar amb ella" quan sortís de la presó.
Lawrence va ser alliberat de la presó el 1987 després de complir huit anys de la seva condemna de catorze anys. Després de deu anys del seu alliberament, va tornar a Florida i va assassinar una mare de tres fills a Sulphur Springs. Mary va declarar contra Lawrence durant el seu judici per assassinat el 1998, i va ser condemnat a mort, però, abans que pogués ser executat, Lawrence va morir en el corredor de la mort el 2001 de càncer.

## Vida adulta
Vincent va començar a utilitzar membres protèsics dues setmanes després de l'atac. Entre els canvis de la seva vida després de l'atemptat, va començar una carrera artística. Com a adulta, Mary va assistir a la Universitat de Nevada, Las Vega. Es va casar i posteriorment es va divorciar d'un home anomenat Tom, ella té dos fills. Actualment viu a Vaughn, Washington, amb el seu marit Tony McGriff.